# Juhani Leppälä
Juhani Leppälä , ursprungligen Johan Fredrik Lindeqvist, född 10 maj 1880, död 15 december 1976, var en finländsk pedagog, jordbrukskonsulent och politiker.
Leppälä var ledamot av riksdagen 1919-21 och åter från 1927 som företrädare för agrarpartiet. Han var biträdande socialminister i Kyösti Kallios regering 1929-30, blev bankfullmäktig 1930 och ledamot av riksrätten 1931.